# Albumy numer jeden w roku 2020 (Polska)
Artykuł prezentuje najlepiej sprzedające się wydawnictwa muzyczne w poszczególnych tygodniach w Polsce w roku 2020 publikowane w ramach zestawienia OLiS.
Notowania tworzone są przez TNS Polska na podstawie danych dotyczących sprzedaży detalicznej albumów muzycznych wydanych jedynie na nośnikach fizycznych. Przy tworzeniu list, sprzedaż wydawnictw muzycznych w formach cyfrowych (download, streaming) jest pomijana.

## Zestawienia tygodniowe
| Data            | Okres sprzedaży                        | Album                                   | Wykonawca                    | Źródło |
| --------------- | -------------------------------------- | --------------------------------------- | ---------------------------- | ------ |
| 2 stycznia      | 13 grudnia – 26 grudnia 2019           | Męskie Granie 2019                      | różni wykonawcy              | [ 2 ]  |
| 9 stycznia      | 27 grudnia – 2 stycznia 2020           | Borcrew album                           | Borcrew                      | [ 3 ]  |
| 16 stycznia     | 3 stycznia – 9 stycznia 2020           | The Best of 2019                        | różni wykonawcy              | [ 4 ]  |
| 23 stycznia     | 10 stycznia – 16 stycznia 2020         | Live in Prague                          | Hans Zimmer                  | [ 5 ]  |
| 30 stycznia     | 17 stycznia – 23 stycznia 2020         | 100 dni do matury                       | Mata                         | [ 6 ]  |
| 6 lutego        | 24 stycznia – 30 stycznia 2020         | Pokolenie X2                            | Dwa Sławy                    | [ 7 ]  |
| 13 lutego       | 31 stycznia – 6 lutego 2020            | Love Jazz & the City. Essential Edition | różni wykonawcy              | [ 8 ]  |
| 20 lutego       | 7 lutego – 13 lutego 2020              | W poszukiwaniu siebie                   | Zeus                         | [ 9 ]  |
| 27 lutego       | 14 lutego – 20 lutego 2020             | Disco Marek                             | Kruszwil                     | [ 10 ] |
| 5 marca         | 21 lutego – 27 lutego 2020             | Map of the Soul: 7                      | BTS                          | [ 11 ] |
| 12 marca        | 28 lutego – 5 marca 2020               | Gniew                                   | O.S.T.R.                     | [ 12 ] |
| 19 marca        | 6 marca – 12 marca 2020                | Art Brut 2                              | PRO8L3M                      | [ 13 ] |
| 26 marca        | 13 marca – 19 marca 2020               | Art Brut 2                              | PRO8L3M                      | [ 14 ] |
| 4 kwietnia      | 20 marca – 26 marca 2020               | SZKOŁA 81                               | Płomień 81                   | [ 15 ] |
| 9 kwietnia      | 27 marca – 2 kwietnia 2020             | 2050                                    | Peja, Slums Attack i Magiera | [ 16 ] |
| 16 kwietnia     | 3 kwietnia – 9 kwietnia 2020           | Romantic Psycho                         | Quebonafide                  | [ 17 ] |
| 23 kwietnia     | 10 kwietnia – 16 kwietnia 2020         | Romantic Psycho                         | Quebonafide                  | [ 18 ] |
| 30 kwietnia     | 17 kwietnia – 23 kwietnia 2020         | Śpiewnik domowy                         | Łona i Webber                | [ 19 ] |
| 7 maja          | 24 kwietnia – 30 kwietnia 2020         | Romantic Psycho                         | Quebonafide                  | [ 20 ] |
| 14 maja         | 1 maja – 7 maja 2020                   | Romantic Psycho                         | Quebonafide                  | [ 21 ] |
| 21 maja         | 8 maja – 14 maja 2020                  | Królowa dram                            | Sanah                        | [ 22 ] |
| 28 maja         | 15 maja – 21 maja 2020                 | Romantic Psycho                         | Quebonafide                  | [ 23 ] |
| 4 czerwca       | 22 maja – 28 maja 2020                 | Dziadzior                               | Donguralesko                 | [ 24 ] |
| 11 czerwca      | 29 maja – 4 czerwca 2020               | Disco Noir                              | Tede i Sir Michu             | [ 25 ] |
| 18 czerwca      | 5 czerwca – 11 czerwca 2020            | Zaraza                                  | Kazik                        | [ 26 ] |
| 25 czerwca      | 12 czerwca – 18 czerwca 2020           | Zaraza                                  | Kazik                        | [ 27 ] |
| 2 lipca         | 19 czerwca – 25 czerwca 2020           | Zaraza                                  | Kazik                        | [ 28 ] |
| 9 lipca         | 26 czerwca – 2 lipca 2020              | Selfmade                                | TPS                          | [ 29 ] |
| 16 lipca        | 3 lipca – 9 lipca 2020                 | Helsinki                                | Daria Zawiałow               | [ 30 ] |
| 23 lipca        | 10 lipca – 16 lipca 2020               | Bravo Hits Lato 2020                    | różni wykonawcy              | [ 31 ] |
| 30 lipca        | 17 lipca – 23 lipca 2020               | Bravo Hits Lato 2020                    | różni wykonawcy              | [ 32 ] |
| 6 sierpnia      | 24 lipca – 30 lipca 2020               | Mixtape Vol. 6                          | DJ Decks                     | [ 33 ] |
| 13 sierpnia     | 31 lipca – 6 sierpnia 2020             | H8M5                                    | Białas                       | [ 34 ] |
| 20 sierpnia     | 7 sierpnia – 13 sierpnia 2020          | H8M5                                    | Białas                       | [ 35 ] |
| 27 sierpnia     | 14 sierpnia – 20 sierpnia 2020         | H8M5                                    | Białas                       | [ 36 ] |
| 3 września      | 21 sierpnia – 27 sierpnia 2020         | H8M5                                    | Białas                       | [ 37 ] |
| 10 września     | 28 sierpnia – 3 września 2020          | Rockstar: Do zachodu słońca             | White 2115                   | [ 38 ] |
| 17 września     | 4 września – 10 września 2020          | Jarmark                                 | Taco Hemingway               | [ 39 ] |
| 24 września     | 11 września – 17 września 2020         | Black Album                             | Peja i Slums Attack          | [ 40 ] |
| 1 października  | 18 września – 24 września 2020         | Hotel Maffija                           | SB Maffija                   | [ 41 ] |
| 8 października  | 25 września – 1 października 2020      | Anno Domini MMXX                        | Luxtorpeda                   | [ 42 ] |
| 15 października | 2 października – 8 października 2020   | Empik prezentuje: Best Polish Songs     | różni wykonawcy              | [ 43 ] |
| 22 października | 9 października – 15 października 2020  | Mixtape 7                               | DJ Decks                     | [ 44 ] |
| 29 października | 16 października – 22 października 2020 | Mantra                                  | Kacper HTA i Fonos           | [ 45 ] |
| 5 listopada     | 23 października – 29 października 2020 | ?                                       | Kamerzysta                   | [ 46 ] |
| 12 listopada    | 30 października – 5 listopada 2020     | S&M                                     | Metallica                    | [ 47 ] |
| 19 listopada    | 6 listopada – 12 listopada 2020        | Live Pol’and’Rock Festival 2019         | Kult                         | [ 48 ] |
| 26 listopada    | 13 listopada – 19 listopada 2020       | Live Pol’and’Rock Festival 2019         | Kult                         | [ 49 ] |
| 3 grudnia       | 20 listopada – 26 listopada 2020       | Be                                      | BTS                          | [ 50 ] |
| 10 grudnia      | 27 listopada – 3 grudnia 2020          | Nadciśnienie                            | Paluch                       | [ 51 ] |
| 17 grudnia      | 4 grudnia – 10 grudnia 2020            | Pleśń                                   | Guzior                       | [ 52 ] |
| 24 grudnia      | 11 grudnia – 17 grudnia 2020           | Hao2                                    | O.S.T.R. i Hades             | [ 53 ] |

## Zestawienia miesięczne
| Rok  | Miesiąc     | Album                           | Wykonawca      | Źródło |
| ---- | ----------- | ------------------------------- | -------------- | ------ |
| 2020 | Styczeń     | 100 dni do matury               | Mata           | [ 54 ] |
| 2020 | Luty        | Map of the Soul: 7              | BTS            | [ 55 ] |
| 2020 | Marzec      | Art Brut 2                      | PRO8L3M        | [ 56 ] |
| 2020 | Kwiecień    | Romantic Psycho                 | Quebonafide    | [ 57 ] |
| 2020 | Maj         | Dziadzior                       | Donguralesko   | [ 58 ] |
| 2020 | Czerwiec    | Zaraza                          | Kazik          | [ 59 ] |
| 2020 | Lipiec      | Helsinki                        | Daria Zawiałow | [ 60 ] |
| 2020 | Sierpień    | H8M5                            | Białas         | [ 61 ] |
| 2020 | Wrzesień    | Jarmark                         | Taco Hemingway | [ 62 ] |
| 2020 | Październik | ?                               | Kamerzysta     | [ 63 ] |
| 2020 | Listopad    | Live Pol’and’Rock Festival 2019 | Kult           | [ 64 ] |
| 2020 | Grudzień    | Pleśń                           | Guzior         | [ 65 ] |